# Зелений Бор (Каргопольський район)
Зелений Бор (рос. Зелёный Бор) — селище в Каргопольському районі Архангельської області Російської Федерації.
Населення становить 153 особи. Органом місцевого самоврядування до 2020 року було Павловське муніципальне утворення.

## Історія
Від 1937 року належить до Архангельської області.
Від 2004 року належить до муніципального утворення Павловське муніципальне утворення.

## Населення
| 2002 | 2010 | 2012 |
| ---- | ---- | ---- |
| 178  | ↘127 | ↗153 |